# Alfred Worden
Alfred Merrill "Al" Worden (Jackson, Míchigan; 7 de febrero de 1932-Houston, Texas; 17 de marzo de 2020) fue un astronauta de la NASA e ingeniero estadounidense que fue piloto del módulo de mando de la misión lunar Apolo 15 en 1971. Es una de las veinticuatro personas que han viajado a la Luna, orbitándola 74 veces en el módulo de mando Endeavour.
Durante el vuelo de regreso del Apolo 15 a la Tierra, Worden realizó una actividad extravehicular (EVA) para recuperar casetes de película desde el exterior de la nave espacial, el módulo de mando y servicio del Apolo. Fue el primer EVA de "espacio profundo" en la historia, a gran distancia de cualquier cuerpo planetario. A partir de 2020, sigue siendo uno de los únicos tres EVA que han tenido lugar, todo durante las misiones J del programa Apolo.

## Vuelo espacial
Alfred Worden realizó un solo vuelo espacial, a bordo del Apolo 15, del 26 de julio al 7 de agosto de 1971.
El 5 de agosto, mientras la nave espacial regresaba a la tierra, encontrándose a 317 000 km de la Tierra, Alfred realizó una caminata espacial de 39 minutos, la primera salida translunar en la historia, para recuperar en el módulo de servicio (que se desprendería antes del amerizaje) los casetes de fotos de la superficie lunar, tomadas automáticamente durante tres días, mientras giraba solo alrededor de nuestro satélite y sus colegas David Scott e James B. Irwin exploraban su superficie.
Después del escándalo del sello Apolo 15, como los otros dos miembros de la tripulación, fue excluido de los vuelos espaciales.

## Educación
Hijo de Merrill y Helen Worden, Worden nació el 7 de febrero de 1932 en Jackson, Míchigan. Worden asistió a las escuelas primarias Dibble, Griswold, Bloomfield y East Jackson y completó su educación secundaria en Jackson High School, donde fue presidente del consejo estudiantil. Worden era un Boy Scout y obtuvo el rango de Primera Clase.
Worden recibió una licenciatura en ciencias militares de la Academia Militar de los Estados Unidos en West Point, Nueva York, en 1955. Le otorgaron una maestría en ingeniería astronáutica/aeronáutica e ingeniería de instrumentación de la Universidad de Míchigan, en 1963.

## Servicio militar

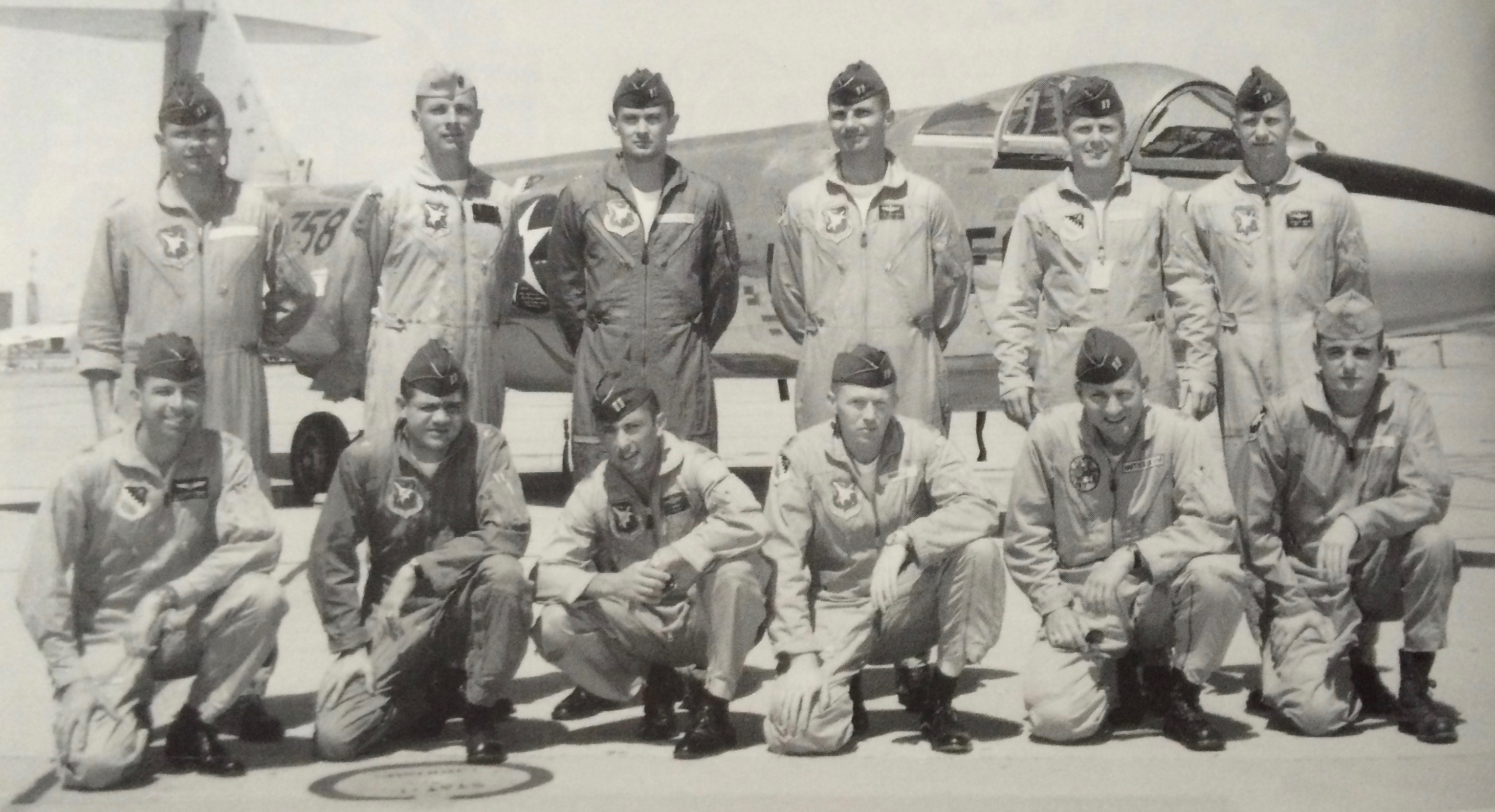
Alfred Worden en la Escuela de Instructores de Pilotos de Instrumentos de la Base Aérea Randolph en 1964 (United States Air Force (USAF) Test Pilot School).

Worden se graduó de la Academia Militar de los Estados Unidos en junio de 1955 y, después de ser comisionado en la Fuerza Aérea, recibió entrenamiento de vuelo en la Base de la Fuerza Aérea Moore, Texas; Base de la Fuerza Aérea Laredo, Texas; y Tyndall Air Force Base, Florida. También se graduó en febrero de 1965 de la Empire Test Pilots 'School en Farnborough, Inglaterra. Worden actuó como instructor en la Escuela de pilotos de investigación aeroespacial, de la que se graduó en septiembre de 1965.
Worden se desempeñó como piloto y oficial de armamento desde marzo de 1957 hasta mayo de 1961 con el 95° Escuadrón Interceptor de Cazas en la Base Andrews de la Fuerza Aérea, Maryland, y asistió a la Escuela de Instructores de Pilotos de Instrumentos de la Base Aérea Randolph en 1963. Logró más de 4.000 horas de vuelo, incluidas 2.500 horas en jets'p.

## Carrera de la NASA
Worden fue uno de los 19 astronautas seleccionados por la NASA en abril de 1966. Sirvió como miembro de la tripulación de apoyo de astronautas para el vuelo del Apolo 9 y como piloto de respaldo del Módulo de Mando para el vuelo del Apolo 12.
Worden sirvió como piloto del módulo de mando para el Apolo 15, que voló del 26 de julio al 7 de agosto de 1971. Sus compañeros en el vuelo fueron David Scott, comandante de la nave espacial, y James B. Irwin, piloto del módulo lunar. El Apolo 15 fue la cuarta misión de aterrizaje lunar tripulada y la primera en visitar y explorar el Hadley Rille de la Luna y los Montes Apenninus que se encuentran en el extremo sureste del Mare Imbrium (Mar de Lluvias). Los logros del Apollo 15 incluyen las mayores cargas útiles colocadas en la Tierra y las órbitas lunares en ese momento, la primera bahía del módulo de instrumentos científicos voló y funcionó en una nave espacial Apolo, la superficie lunar más larga permaneció en ese momento (el Módulo Lunar Apolo, Falcon, permaneció en tierra durante 66 horas y 54 minutos), la superficie lunar más larga permaneció hasta ese punto (Scott e Irwin registraron 18 horas y 35 minutos cada uno durante tres EVA en la superficie lunar), la distancia más larga recorrida en la superficie lunar en ese momento, el primer uso del Lunar Roving Vehicle, el primer uso de un dispositivo de navegación de la superficie lunar (montado en Rover-1), el primer subsatélite lanzado en órbita lunar, y el primer EVA desde un módulo de mando durante la costa transearth.
Además, Worden ha sido incluido en los Récords Mundiales Guinness como el "ser humano más aislado" durante su tiempo solo en el módulo de mando Endeavour. Orbitó la Luna 74 veces. Cuando el módulo de mando en órbita estaba a su mayor distancia de Scott e Irwin en el Falcon, Worden estaba a 3596,9 km de cualquier otro ser humano. Worden dijo que disfrutó de sus "tres días maravillosos en una nave espacial solo", incluido el hecho de estar fuera de contacto con la Tierra mientras estaba en el otro lado de la Luna, porque estaba acostumbrado a estar solo como piloto de combate.

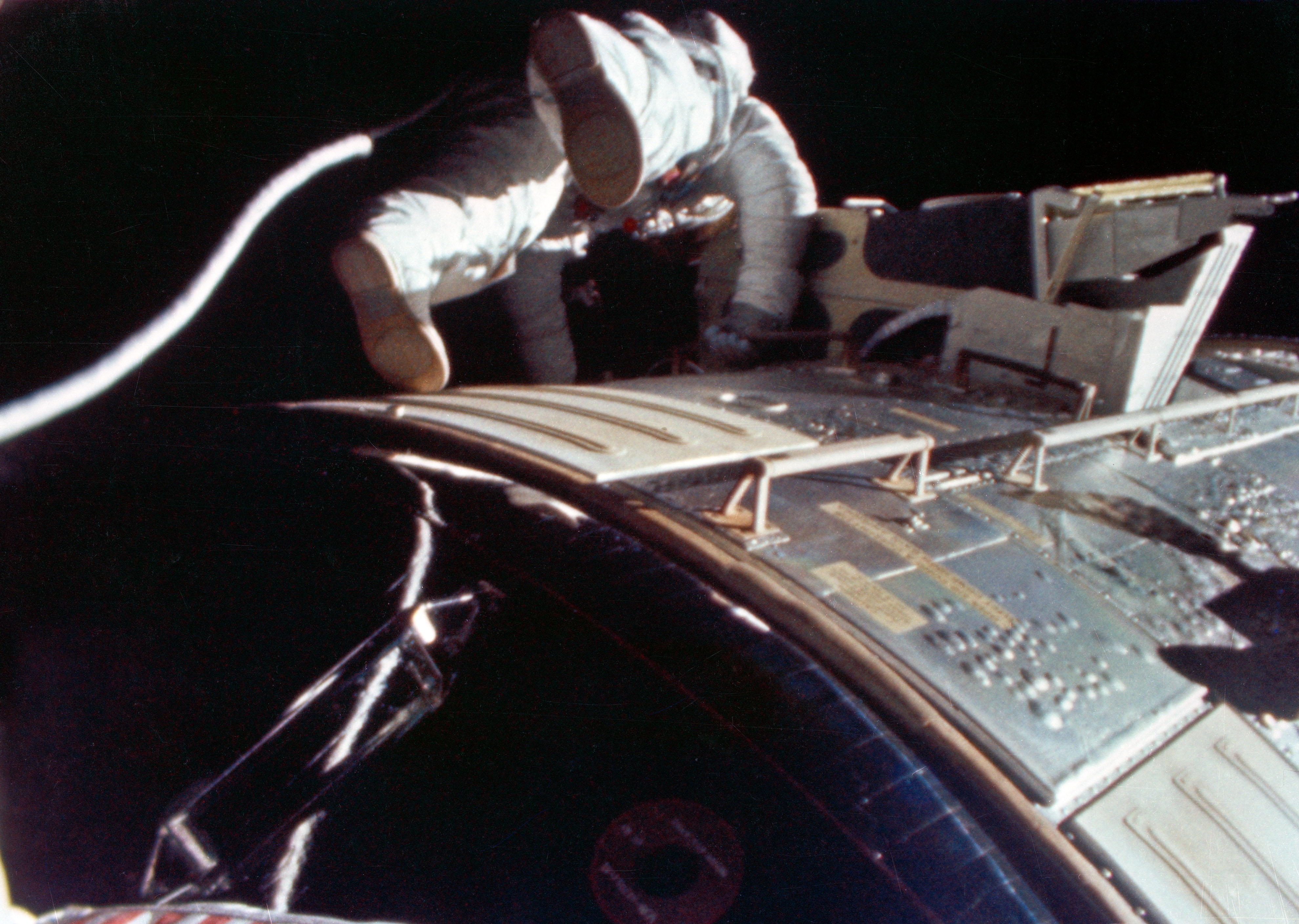
Worden realiza el primer EVA del espacio profundo de la humanidad durante el viaje de regreso a casa del Apolo 15 (1971).

Scott e Irwin recolectaron aproximadamente 77,6 kg de materiales de la superficie lunar en sus tres expediciones a la superficie lunar, y Worden registró 38 minutos en actividad extravehicular fuera del Enfoque del Módulo de Mando. Al completar sus tres excursiones a la bahía de módulos de instrumentos científicos de Endeavour, Worden recuperó casetes de película de las cámaras panorámicas y de mapeo, realizando el primer EVA de espacio profundo, e informó sus observaciones personales sobre el estado general del equipo alojado allí. El Apolo 15 concluyó con una caída del Pacífico y la posterior recuperación del USS Okinawa. Al completar su vuelo espacial, Worden registró 295 horas y 11 minutos en el espacio.
Aunque a los astronautas se les permitió elegir el diseño del parche, no se les permitió poner el número romano para 15 ("XV"). Eludieron este tecnicismo agregándolo a la superficie de la Luna en el fondo.
También recibió un título honorario de Doctor en Ciencias en Ingeniería Astronáutica por la Universidad de Míchigan en 1971.
Durante 1972–1973, Worden fue científico aeroespacial sénior en el Centro de Investigación Ames de la NASA, y de 1973 a 1975 fue jefe de la División de Estudios de Sistemas en Ames. Entre 1972 y 1975, hizo siete apariciones especiales en Mister Rogers 'Neighborhood.
Después de retirarse de la NASA y en servicio activo en 1975, Worden se convirtió en presidente de Maris Worden Aerospace, Inc., y luego vicepresidente de personal de Goodrich Aerospace en Brecksville, Ohio. Worden se desempeñó como presidente de la Astronaut Scholarship Foundation hasta 2011, otorgando becas a estudiantes excepcionales de ciencias e ingeniería.
En 2011, las memorias de Worden Falling to Earth: An Apollo 15 Astronaut's Journey to the Moon llegaron al top 12 de la lista de superventas de Los Angeles Times. También escribió "Hello Earth: Greetings from Endeavor" (1974), una colección de poesía, en 1974, y un libro para niños, "Quiero saber sobre un vuelo a la Luna" (1974).
En 2017, Worden también contribuyó y escribió el prólogo del galardonado libro A Quarter Million Steps del Dr. Anthony Paustian que analiza el liderazgo utilizando las perspectivas del Programa Apolo.

## Incidente de sello
Después del regreso del Apolo 15 a la Tierra, se descubrió que, sin autorización, la tripulación había llevado 398 fundas postales conmemorativas a la Luna. De estos, 100 fueron vendidos a un distribuidor de sellos alemán. Las ganancias de la venta se habrían utilizado para establecer fondos fiduciarios para los hijos de la tripulación. Aunque su acción no fue de ninguna manera ilegal, y a pesar del hecho de que la NASA había hecho la vista gorda a actividades similares en vuelos anteriores, la administración de la NASA decidió hacer un ejemplo de Scott y su tripulación y ninguno de ellos voló al espacio nuevamente. En una entrevista en el programa de televisión Good Morning Britain (transmitido el 29 de septiembre de 2017), Worden se defendió del incidente del sello, diciendo que su comandante había traído los sellos, no él.

## Actividades posteriores a la NASA

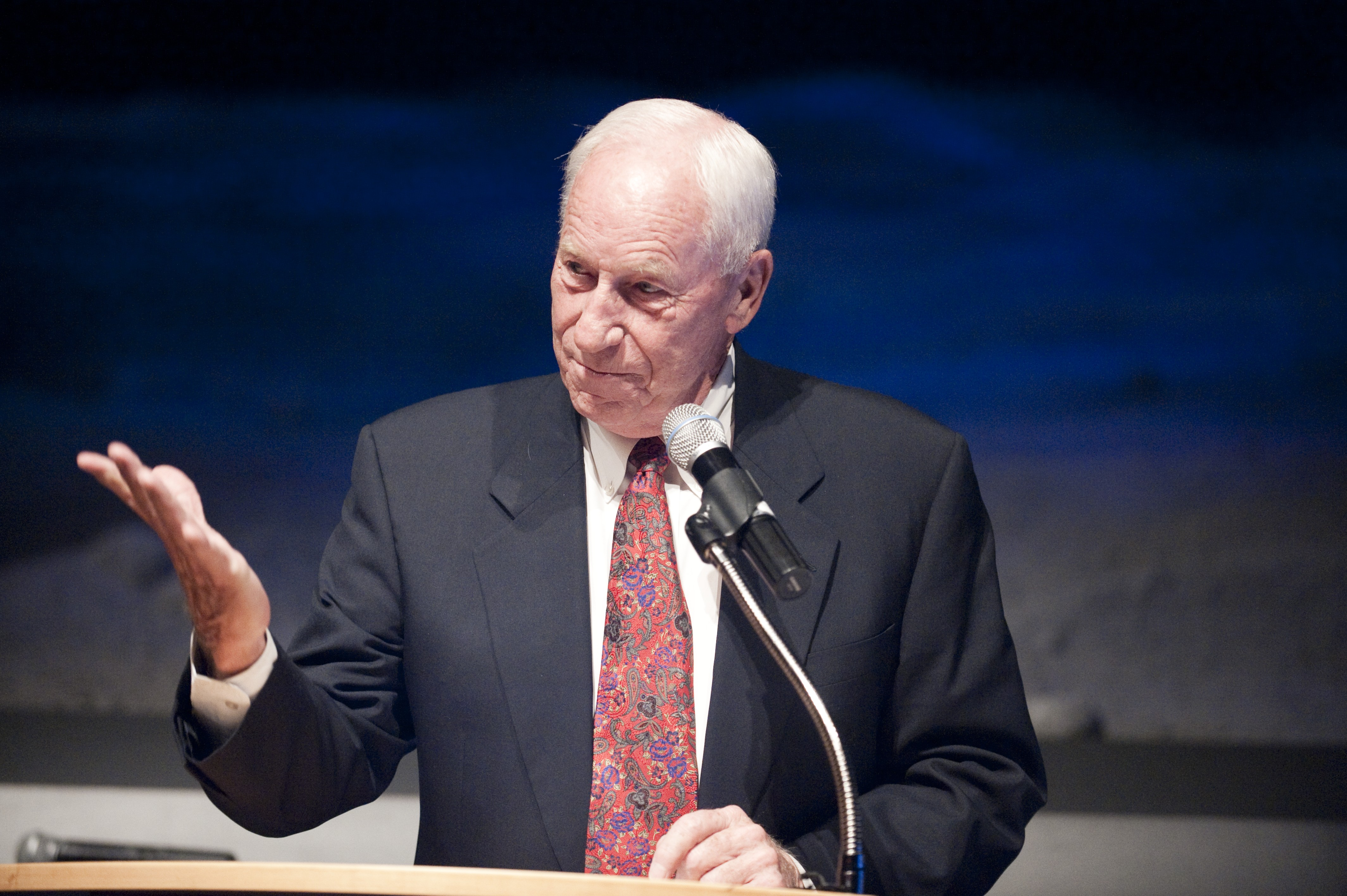
Worden recibe el premio Embajador de Exploración de la NASA en 2009

En 1982, Worden se postuló para la Cámara de Representantes de los Estados Unidos en 12° distrito congresional de Florida pero perdió las primarias republicanas ante el senador estatal  Tom Lewis. Vendió algunas de las cubiertas postales, que se habían dividido entre los tres astronautas, para pagar las deudas de esta campaña fallida. A pesar de la pérdida, Worden se refirió a su carrera como el punto culminante de su vida:

"Pensé que era algo muy importante. Puse todo y perdí, pero está bien".

Worden recibió la Medalla de Servicio Distinguido de la NASA en 1971. Fue incluido en el Salón Internacional de la Fama del Espacio en 1983. Fue incluido en el Salón de la Fama del Astronauta de los Estados Unidos en 1997. En 2016, Worden fue incluido en el Salón Internacional de la Fama del Aire y el Espacio en el Museo del Aire y el Espacio de San Diego.
En 2018, Worden se unió a la organización Back to Space como Consultor de Astronauta con el objetivo de inspirar a la próxima generación a ir a Marte a través del cine.

## Vida personal
Worden se casó con Pamela Vander Beek, a quien conoció en una cita a ciegas cuando era cadete, en junio de 1955. La pareja se divorció en diciembre de 1969, justo antes de que Worden fuera seleccionado para volar en el Apolo 15. Worden se casó con Jill Lee Hotchkiss en julio de 1982. Murió en 2014. Worden tuvo tres hijas: Tamara, Merrill Bohanning y Alison Penczak. Sus intereses recreativos incluyen bolos, esquí acuático, golf y raquetball.
Worden murió de un derrame cerebral el 17 de marzo de 2020, a los 88 años, en un centro de vida asistida en Sugar Land, Texas.

## En la cultura popular
En la miniserie de HBO de 1998 De la Tierra a la Luna, Worden fue interpretado por Michael Raynor.